# 杜淑純
杜淑純（1923年6月10日—2018年11月8日），台灣台北帝國大學史上第1位台灣人女學生、台灣人女文學士，台北帝國大學文政學部英文學專攻卒業，文學士。
爸爸杜聰明是台灣史上第1位醫學博士（哲學博士等級，京都帝國大學）和台北帝國大學史上第1位台灣人教授，媽媽是出身霧峰林家的林雙隨。
杜淑純於昭和11年（1936年）考入台北州立台北第一高等女學校（現在北一女中）。之後留學日本，后回台入讀台北帝國大學，在文政學部專攻英文學。
1944年與板橋林家林熊祥之子、東北帝國大學出身的林衡道結婚。1992年離婚。
后偕子女移民美國，在美國陸軍土木工程司紐約區圖書館工作。

## 兄弟姊妹
- 杜祖智、杜祖誠、杜祖健、杜祖信[2]

## 口述回憶錄
- 《杜聰明與我》（《杜淑純女士訪談錄》），曾秋美、尤美琪訪問整理，國史館，2005年，台北。